# Potyczka w Czechowicach-Dziedzicach
Potyczka w Czechowicach-Dziedzicach – potyczka pomiędzy żołnierzami Armii Czerwonej i polskiej Służby Ochrony Kolei stoczona 30 października 1945 na obszarze Czechowic-Dziedzic.

## Historia
30 października 1945 o godzinie 11:45 pociągiem nr 334 na stację Czechowice-Dziedzice przybyły dwa wagony żołnierzy sowieckich ze stacji kolejowej w Zebrzydowicach. Na jednym z torów stał pusty pociąg nr 371 po repatriantach, do którego doczepiony był jeden wagon wypełniony pomocą żywnościową z United Nations Relief and Rehabilitation Administration. Skład ten o godzinie 12:20 miał odjechać do Zebrzydowic i dalej poza granice Polski. Sowieci stwierdziwszy, że w wagonie znajduje się żywność, zerwali plomby i zaczęli rabować ładunek, wyrzucając go na zewnątrz. Dyżurny ruchu Józef Linek powiadomił o tym SOK. Patrol pod dowództwem starszego strzelca Józefa Sokołowskiego skierował się w rejon przestępstwa z interwencją. Sowieci na widok patrolu odsunęli się od składu. Zostali przytrzymani i w tym samym czasie zaczęli bić pistoletem pracownika nastawni nr 5 Jana Zubra. SOK zainterweniował w obronie pracownika, a wtedy Sowieci odpowiedzieli, strzelając z automatów, pistoletów i karabinów z nałożonymi bagnetami. Dysponowali siłą około stu żołnierzy. Przewaga liczebna czerwonoarmistów była na tyle duża, że Polacy musieli się wycofać. Sowieci ścigali ich po terenie stacyjnym, a potem ulicami miasta. Strzelali do ludności cywilnej i bili napotkane po drodze osoby, wykrzykując między innymi: „Wy jebane Polaczki, was wszystkich ubijem”.
Z uwagi na rozwój wypadków telefonicznie powiadomiono milicję, wojsko i służbę bezpieczeństwa z Dziedzic, Bielska, Pszczyny i Rybnika. Pierwsze posiłki przysłał Państwowy Urząd Repatriacyjny, ale ludzi tych było na tyle mało, że też musieli się wycofać. Przybycie kolejnych piętnastu sokistów z Bielska pozwoliło częściowo opanować sytuację. Po około 40 minutach od momentu wezwania pomocy, przybył jeden pluton Wojska Polskiego z Bielska, ale wtedy sytuacja opanowana była już przez SOK z Dziedzic i Bielska. W trakcie walk Sowieci napadli też na przybyłą dla ochrony mienia UNRRA eskortę amerykańską, m.in. rozbrojono i pobito sierżanta – dowódcę tego oddziału (broń zwrócono mu po interwencji przedstawiciela wojsk amerykańskich porucznika Chameya). Ostatecznie transport opuścił stację w Czechowicach-Dziedzicach.
Po ustaniu walk z Bielska przybyli funkcjonariusze NKWD, którzy zatrzymali dwóch oficerów i pięciu żołnierzy sowieckich. W efekcie zajścia planowano utworzyć na stacji w Czechowicach-Dziedzicach posterunek NKWD.
Podczas starcia silnie pobitych zostało siedmiu sokistów i pracowników kolejowych (Karol Bodzek, Franciszek Bocian, Franciszek Lipiec, Jan Jakubiec, Jan Zuber, Andrzej Sznepka i Józef Komaras).